# 横川ダム (長野県)
横川ダム（よこかわダム）は、長野県上伊那郡辰野町、天竜川水系横川川に建設されたダム。高さ41mの重力式コンクリートダムで、洪水調節・不特定利水を目的とする治水ダムである。ダム湖（人造湖）の名はよこかわ湖（よこかわこ）という。

## 歴史
中央アルプス（木曽山脈）経ヶ岳を水源とし天竜川に注ぐ一級河川、横川川は長きにわたりその大半が未開発であり、流域へのかんがい用水の配水設備や洪水対策が遅れていた。出水とあればそのたびに流域に被害を及ぼしており、1963年（昭和38年）には集中豪雨による出水で10名の死者を出した。
長野県は横川川の治水を目的として上流部へのダム建設を計画。1972年（昭和47年）より調査を開始し、1986年（昭和61年）に完成した。同年、ダム湖は公募によりよこかわ湖と命名されている。

## 周辺
上流の横川渓谷には三級の滝や国の天然記念物に指定されている横川の蛇石があり、秋は紅葉のスポットとして知られる。周辺はキャンプ場や、レジャー施設「ふる里農村公園『かやぶきの館』」などを整備。周辺地域の発展に貢献するものとして期待されている。
ダム直下には「横川蛇石発電所」がある。横軸フランシス水車発電機を採用した長野県企業局のダム式水力発電所で、最大1.40立方メートル毎秒の水を取り入れ、最大17.89メートルの有効落差を得て、最大199キロワット、年間1,512千キロワット時の電力量を発生する。2018年12月に着工、2020年4月に運転を開始し、同年10月27日に竣工式が挙行された。

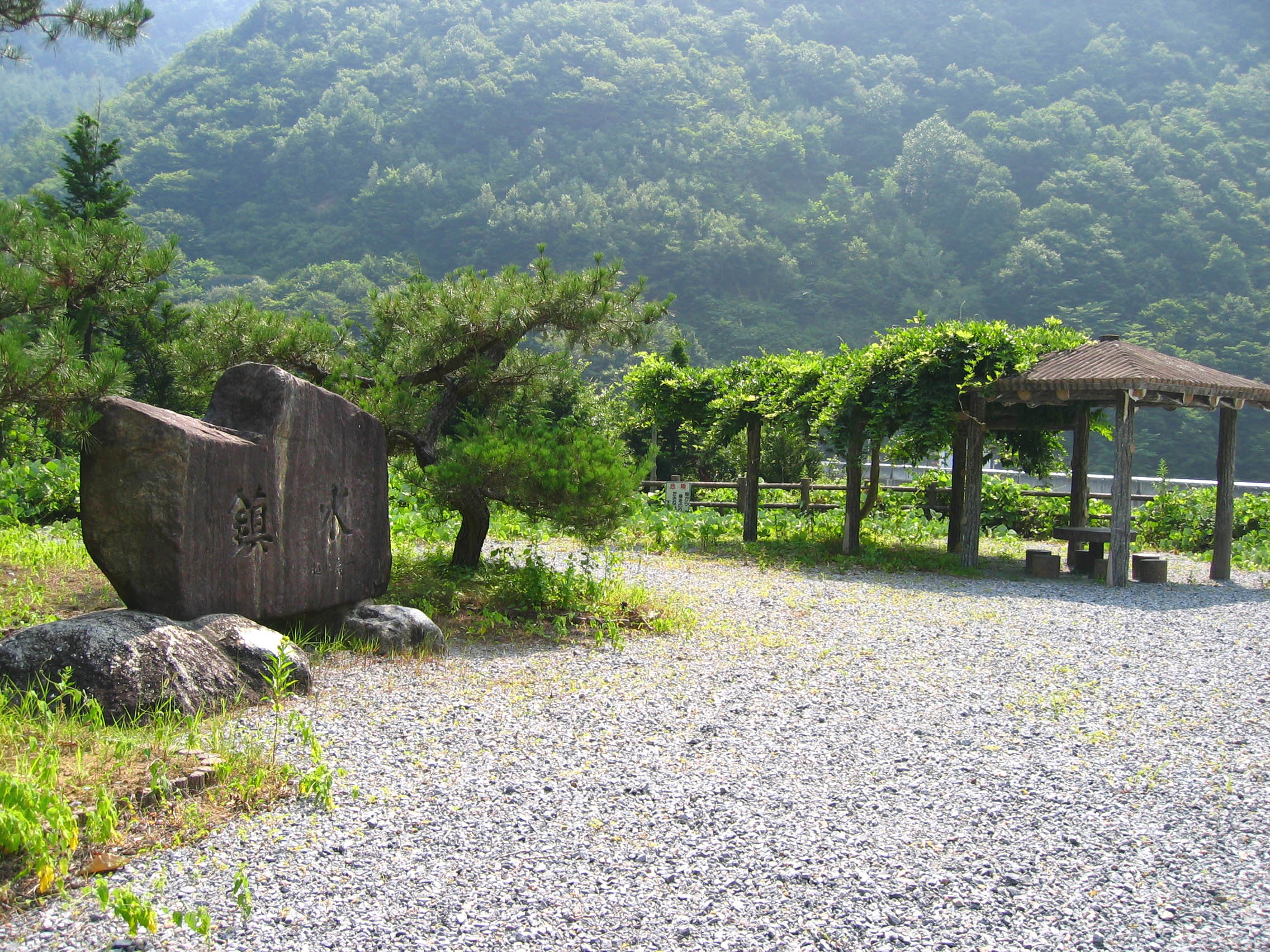
広場にある『鎮水』の碑
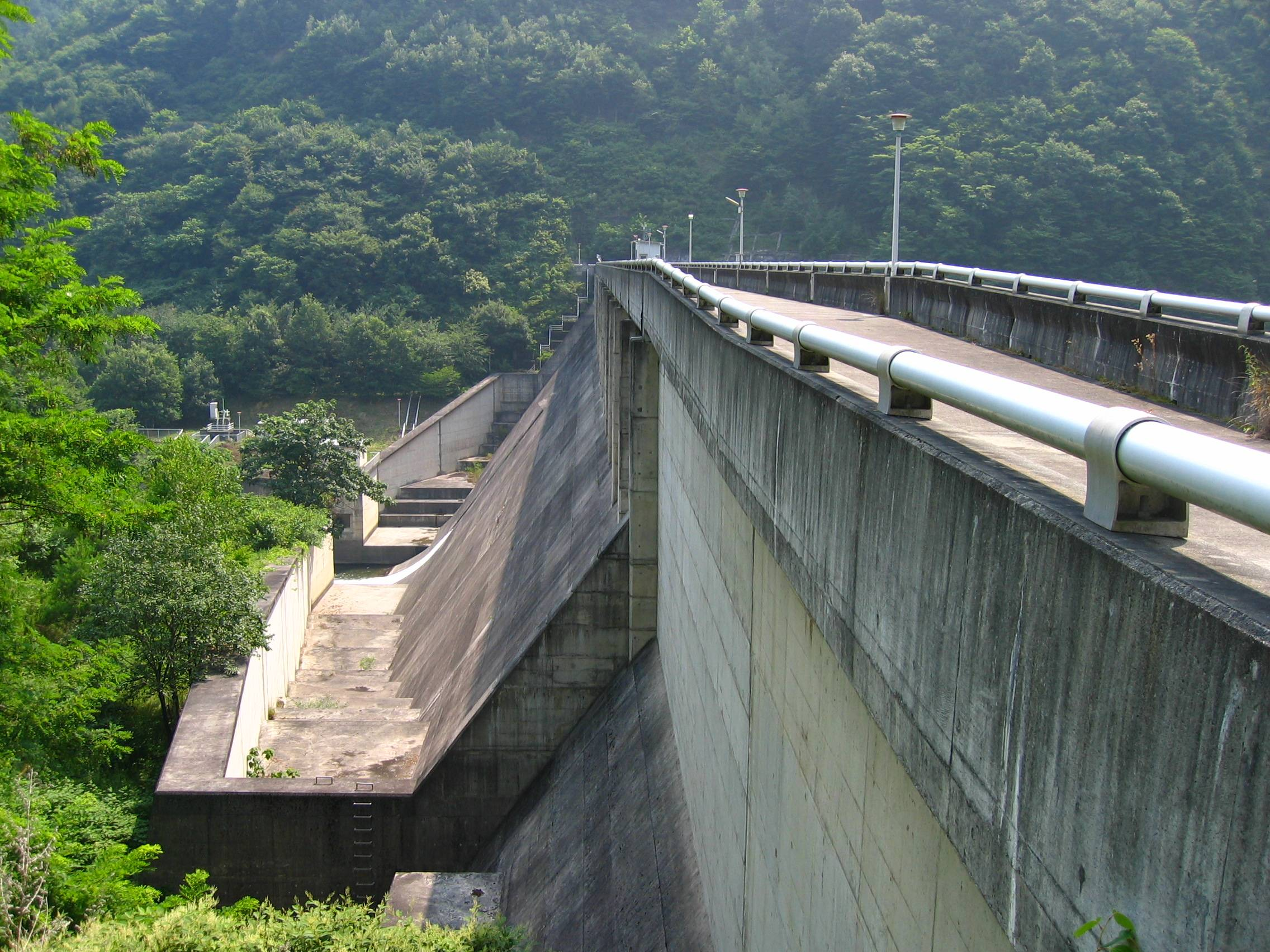
堤体を左岸より
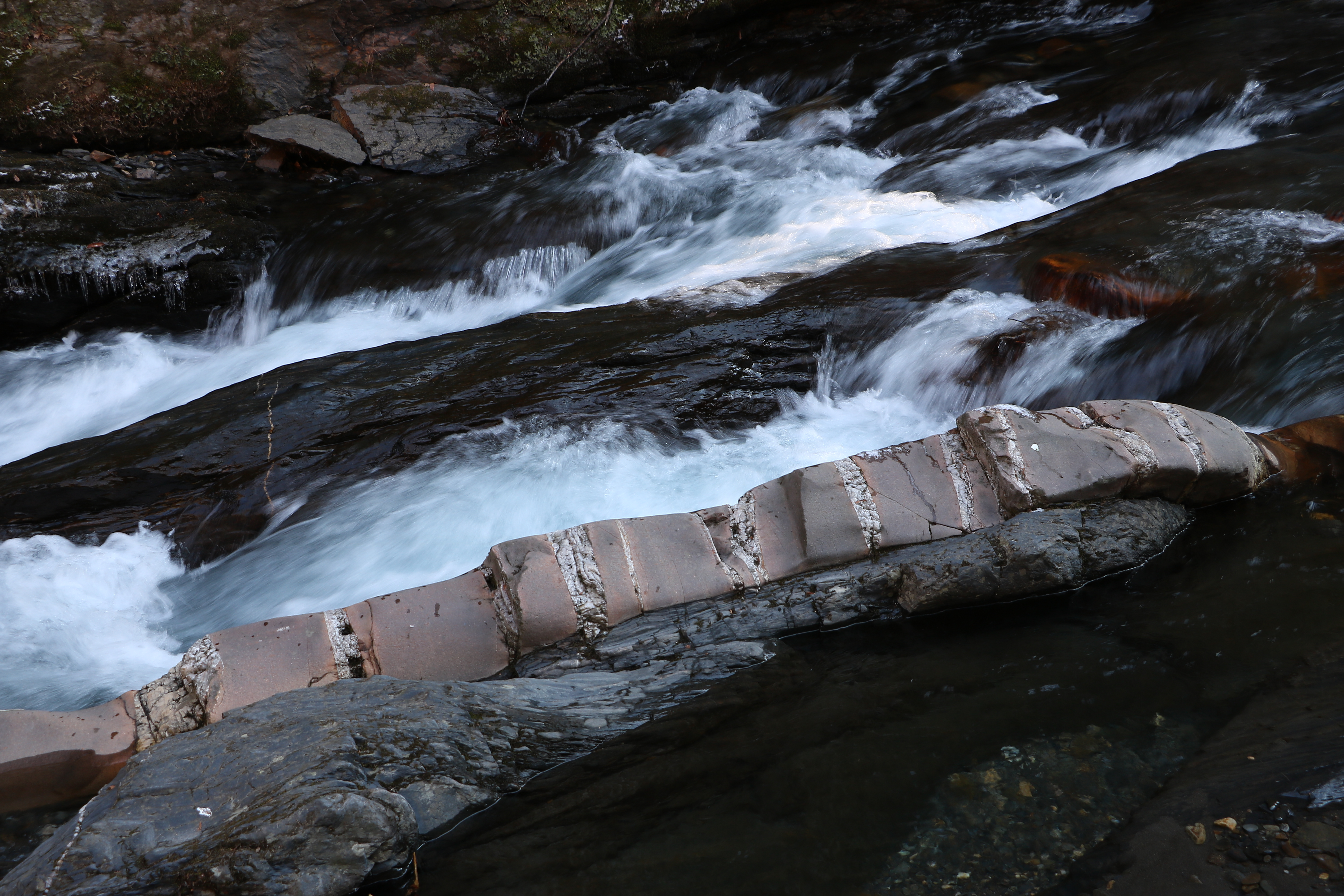
横川の蛇石